# Paz Errázuriz
Paz Errázuriz (nascida em 2 de Fevereiro de 1944 em Santiago) é uma fotógrafa chilena. Com atuação marcante durante a ditadura militar chilena de Augusto Pinochet, foi cofundadora do AFI (Associação de Fotógrafos Independentes) e produziu uma série de fotografias que criticavam o regime vigente. 

## Biografia
Nascida em 1944 em Santiago, no Chile, é formada em educação pela University of Cambridge, em 1966, e pela Universidad Católica de Chile em 1972. Após a instauração do golpe militar, Paz foi obrigada a parar de dar aulas, passando a se dedicar a fotografia. 

Depois do golpe militar, fui obrigada a deixar as escolas onde dava aulas. Esse momento, paradoxalmente, me trouxe liberdade, uma vez que pude me dedicar à fotografia. Aprendi com amigos a usar o laboratório de revelação e me dediquei a ganhar a vida retratando crianças e famílias.Original {{{{{língua}}}}}: — Paz Errázuriz
Paz decidiu permanecer no país apesar do autoritarismo, mas para isso sentiu necessidade de se impor política e socialmente. Assim, como forma de resistência, passou a fazer fotografias de fotojornalismo por Santiago, entre os intervalos dos toques de recolher. Seu interesse estava nos campos marginalizados pela sociedade. Foi nesta época que surgiu a série Dormidos, em que fotografou pessoas dormindo pelas ruas da cidade. Para Paz, faltava ao Chile movimentos de resistência e “via Santiago como uma cidade adormecida, que não reagia aos militares.”

## ExposiçãoPersonas(1980)
Sua primeira exposição ocorreu em 1980, uma individual no Chilean-North American Institute intitulada Personas. Nela, seus retratos fotografados pelas ruas de Santiago foram exibidos. Para Paz, era importante relatar as formas de vidas atravessas pelo regime ditatorial, e a segregação sofrida por essas pessoas. Ao relatar sua experiência, Paz diz que: 

Nunca pensei em expor antes. Foi minha primeira exposição, graças a uma amiga pintora Roser Bru, que também decidiu ficar em vez de partir para o exílio. Certamente você tinha que ter cuidado com o que poderia mostrar, mas, em geral, os militares não estavam interessados em cultura. Era aprender a usar metáforas que você tinha que praticarOriginal (em inglês): I never thought about exhibiting before. It was my first exhibition thanks to a friend painter Roser Bru, who also had decided to stay instead of leaving for exile. Certainly you had to be careful about what you could show but in general, militars were not interested in culture. It was learning to use metaphors that you had to practice.— Paz Errázuriz  (em inglês)

## Asociación de Fotógrafos Independientes (AFI)
Nos anos de 1980, Paz também foi cofundadora da Associação de Fotógrafos Independentes, junto a outros fotojornalistas que atuavam fora do circuito oficial e faziam coberturas de acontecimentos políticos do período ditatorial, servindo como uma alternativa aos registros do governo. Durante o governo militar, a União de Repórteres mantinha uma relação estrita com a imprensa oficial, principalmente devido às censuras realizadas pela Direção Nacional de Comunicação Social, órgão responsável por monitorar os conteúdos gerados pelos meios de comunicação, audiovisuais ou escritos, que circulariam no país. Assim, o grupo pertencente ao AFI  servia como uma resistência e apoio mútuos para aqueles que estavam trabalhando de forma independente, denunciando as atitudes do governo e documentando manifestações e protestos que aconteceram no período, servindo como uma reconstrução da história e um testemunho da repressão política.

## SérieLa Manzana de Adán(1981-1990)
Além das ruas, Paz passou a fotografar os bordéis de Santiago, como o La Palmera. Seu intuito inicial foi fotografar as mulheres, porém estas tinham maior medo de identificação por parte dos familiares e a impediam de fazer publicações. Foi neste bordel que, em 1981, conheceu Evelyn e outras travestis e, ao lado da escritora Claudia Donoso, passaram a conhecer as histórias e dores dessas pessoas, uma relatando por escrito e outra por fotografias, dando início a série La manzana de Adán (A maçã de Adão). O acompanhamento ocorria durante o dia, já que a noite seus clientes impediam os registros. Assim, as fotografias são dos momentos de transformação, ao se vestirem e se maquiarem. Passavam o dia ao lado delas, dialogando, ouvindo-as e criando proximidade com esse mundo que, além de marginalizado, sofria represálias do governo. 

## ObraViúda(1985)
Em 1985 Paz se juntou ao Colectivo de Acciones de Arte, o C.A.D.A., para a realização da obra Viúda (Viúva). Desenvolvido em 1979, a principal proposta do C.A.D.A. era de utilizar-se do espaço da cidade como museu e a vida como uma obra de arte, realizando ações abertas. Na obra em questão, última realizada pelo coletivo, Paz participa fotografando uma mulher que perdeu seu marido durante um protesto em 1983. Seu rosto é estampado anonimamente em uma das publicações feitas pelo C.A.D.A., com o objetivo de fazer o público repensar as políticas estabelecidas, mas revelar a morte a partir da vida, daqueles que ficam após a perda causada pela ditadura. Além de Paz, o grupo Mujeres por la Vida também participou da realização desta obra. 